# ランベルト・ダ・スポレート (イタリア王)
ランベルト・ダ・スポレート（Lamberto da Spoleto, 880年頃 - 898年10月15日）は、中世のイタリア王（在位：891年 - 898年）でローマ皇帝。894年までは父グイードの共同王、共同皇帝。もとはヴィドー家のランベルト2世で、父の死後スポレート公も継いだ（在位：894年 - 898年）。

## 生涯
グイード・ダ・スポレートとアジェルトゥルデ・ディ・ベネヴェントとの息子。イタリア王であった父は891年に教皇ステファヌス5世により帝冠を授かった。同時にランベルトは教皇より父と共同のイタリア王として認められた。
同年、ステファヌス5世が亡くなり、フォルモススが教皇になった。892年、フォルモススはグイードに強いられて、嫌々ながらもランベルトを父と共同のローマ皇帝として認めた。
一方で教皇は、893年にケルンテンのアルヌルフに使者を送り、皇帝位を条件に介入を求めた。アルヌルフは庶子ツヴェンティボルトに命じて、フリウーリ辺境伯ベレンガーリオに協力させたが上手くいかなかった。そのため894年、アルヌルフは軍を率いてイタリア北部に入り、そこでイタリア王と認められた。
同年に父が死ぬと、ランベルトが跡を継いだ。ランベルトはまだ幼かったため、母のアジェルトゥルデが摂政となった。アジェルトゥルデたちは教皇フォルモススに皇帝冠を公認してもらうためローマへ向かった。だが教皇はアルヌルフの戴冠を望んだため、サンタンジェロ城に監禁された。
896年、アルヌルフにより教皇フォルモススは解放された。教皇はアルヌルフを皇帝として戴冠させた。その後、スポレート侵攻の途中でアルヌルフは脳梗塞を患い、戦争は中止され、アルヌルフはケルンテンに帰った。
896年4月に教皇フォルモススが死去すると、母アジェルトゥルデたちは新教皇としてステファヌス6世（7世）を擁立した。翌897年にステファヌス6世はすでに死去している前教皇フォルモススに対し裁判を行った。このときフォルモススの死体を掘り出して裁判に出席させ、有罪判決を受けた死体はテヴェレ川に捨てられた。これは歴史上「死体裁判」として悪名が高い出来事である。
教皇ヨハネス9世は898年にアルヌルフの戴冠を無効と宣言し、ランベルトを支持したが、ランベルトは同年狩りをしていて突然の死を迎えることとなった。